# 対馬氏
対馬氏（つしまし、旧字体：對馬氏）は、日本の氏族、姓、苗字のひとつ。
同音異姓に、対馬、津島、津嶋、津嶌、対島、對島、都島がある。

## 系譜
- 越智氏後裔である伊予北条氏流河野親経に清和源氏・源頼義が子、源頼清が継ぎ、源姓河野氏となる。その子孫河野通員が對馬氏を称した。
- 清和源氏源頼光流に連なる多田頼綱を遠祖とし、その子は山県国直を称し、その子国基が摂津国能勢郡（現大阪府豊能郡能勢町）を領して能勢氏を称し、その孫能勢高行の子孫が對馬氏を称した。
- 宇多源氏の流れをくむ佐々木成頼を遠祖とし、その曾孫は佐々木宮神主行定、その孫の佐々木成俊の子孫が對馬氏を称した。
- 藤原秀郷流近藤氏の流れをくむ島田景頼に藤原氏長家流武藤頼平が入り、その後裔である少弐経資の子少弐盛氏が對馬氏を称した。
- 陸奥国北部の對馬、対馬、津島の各氏の出自は各種言い伝えられている。青森県旧岩木町史[要文献特定詳細情報]に壇ノ浦で敗れた平氏の一族が対馬国に逃れ、後に蒙古襲来を避けて日本海を北上し、津軽深浦に漂着し、安東氏の計らいで津軽に根付いたという説。小説家・太宰治（本名は津島修治）はこの末裔。
- 八幡太郎義家の嫡男で康和の乱を引き起こした源頼親（平家物語）が對馬守であった時に儲けた子供たちが對馬氏を名乗り（『尊卑分脈』）、その流れに、尾張の津島神社の神官であった人が甲斐国の南部氏に仕え、南部氏の北奥入部に従った。などが言い伝えられている[要出典]。現・青森県には對馬、対馬、津島がそれぞれあるが、元をたどれば同族と思われるが、分かれてからの時代も長いため、関連は不明である[要出典]。